# Silicon Valley Classic
Silicon Valley Classic er en tennisturnering for kvinder, som hvert år i starten af august bliver spillet på hardcourt-baner i San José State University i San Jose, Californien, USA. Silicon Valley Classic er en del af WTA Tour i kategorien WTA 500 og bliver arrangeret af IMG. Turneringen er endvidere en del af US Open Series, der samler en del af optaktsturneringerne til US Open. Siden 2018 er turneringen blevet markedsført under navnet Mubadala Silicon Valley Classic på grund af et navnesponorat fra Mubadala Investment Company.
I damesingle er Martina Navratilova indehaver af rekorden for flest titler med 5 (1979–80, 1988, 1991 og 1993) og flest finalepladser med 9 (tabte finaler i 1984, 1990, 1992 og 1994). Følgende ni spillere deler rekorden for flest titler i træk (2): Billie Jean King (1971-72), Chris Evert (1975-76), Martina Navratilova (1979-80), Andrea Jaeger (1981-82), Hana Mandlíková (1984-85), Martina Hingis (1996-97), Lindsay Davenport (1998-99), Kim Clijsters (2005-06) og Serena Williams (2011-12).
I damedoublerækken er Lindsay Davenport (1994, 1996-99, 2010) den eneste spiller med seks titler. Hun vandt sine titler med seks forskellige makkere: Arantxa Sánchez Vicario, Mary Joe Fernández, Martina Hingis, Natasja Zvereva, Corina Morariu og Liezel Huber.

## Historie
Turneringen er historisk set blevet afviklet fem forskellige steder, alle i San Francisco Bay Area.
Fra 1971 til 1977 havde turneringen hjemsted i San Francisco og blev spillet indendørs i San Francisco Civic Auditorium. Den begyndte i 1971 som British Motor Cars Invitation i Virginia Slims-serien, og i perioden 1974-77 var turneringen kendt som Virginia Slims of San Francisco. Der var ingen turnering i 1978, hvor tourmesterskabet blev spillet i Oakland, men fra 1979 blev Silicon Valley Classic afviklet i Oakland-Alameda County Coliseum Arena i Oakland, i årene 1979-82 under navnet Avon Championships of California og fra 1983 til 1991 som Virginia Slims of California. Turneringen var sponsoreret af Bank of the West og markedsført under navnet Bank of the West Classic fra 1992 til 2017, og fra 1997 blev turneringen flyttet til om sommeren og spillet udendørs i Taube Tennis Center på Stanford University.
Turneringen flyttede til San José State University i 2018 og fik en ny sponsor, Mubadala Investment Company, hvorfor den nu afvikles under navnet Mubadala Silicon Valley Classic.

### Datoer, navne og spillesteder
| År   | Datoer                    | Navn                             | Spillested                               | By              |
| ---- | ------------------------- | -------------------------------- | ---------------------------------------- | --------------- |
| 1971 | 6. - 9. januar            | British Motor Cars Invitation    | San Francisco Civic Auditorium           | San Francisco   |
| 1972 | 12. - 15. januar          | British Motor Cars Invitation    | San Francisco Civic Auditorium           | San Francisco   |
| 1973 | 15. - 20. januar          | British Motor Cars Invitation    | San Francisco Civic Auditorium           | San Francisco   |
| 1974 | Uge 3                     | Virginia Slims of San Francisco  | San Francisco Civic Auditorium           | San Francisco   |
| 1975 | Uge 2                     | Virginia Slims of San Francisco  | San Francisco Civic Auditorium           | San Francisco   |
| 1976 | Uge 10                    | Virginia Slims of San Francisco  | San Francisco Civic Auditorium           | San Francisco   |
| 1977 | Uge 9                     | Virginia Slims of San Francisco  | San Francisco Civic Auditorium           | San Francisco   |
| 1978 | Ingen turnering           | Ingen turnering                  | Ingen turnering                          | Ingen turnering |
| 1979 | 8. - 14. januar           | Avon Championships of California | Oakland-Alameda County Coliseum Arena    | Oakland         |
| 1980 | Uge 7                     | Avon Championships of California | Oakland-Alameda County Coliseum Arena    | Oakland         |
| 1981 | 9. - 15. februar          | Avon Championships of California | Oakland-Alameda County Coliseum Arena    | Oakland         |
| 1982 | 22. - 28. februar         | Avon Championships of California | Oakland-Alameda County Coliseum Arena    | Oakland         |
| 1983 | 21. - 27. februar         | Virginia Slims of California     | Oakland-Alameda County Coliseum Arena    | Oakland         |
| 1984 | 9. - 15. januar           | Virginia Slims of California     | Oakland-Alameda County Coliseum Arena    | Oakland         |
| 1985 | 18. - 25. februar         | Virginia Slims of California     | Oakland-Alameda County Coliseum Arena    | Oakland         |
| 1986 | 24. februar - 2. marts    | Virginia Slims of California     | Oakland-Alameda County Coliseum Arena    | Oakland         |
| 1987 | 9. - 15. februar          | Virginia Slims of California     | Oakland-Alameda County Coliseum Arena    | Oakland         |
| 1988 | 15. - 21. februar         | Virginia Slims of California     | Oakland-Alameda County Coliseum Arena    | Oakland         |
| 1989 | 20. - 26. februar         | Virginia Slims of California     | Oakland-Alameda County Coliseum Arena    | Oakland         |
| 1990 | 29. oktober - 4. november | Virginia Slims of California     | Oakland-Alameda County Coliseum Arena    | Oakland         |
| 1991 | 4. - 10. november         | Virginia Slims of California     | Oakland-Alameda County Coliseum Arena    | Oakland         |
| 1992 | 2. - 8. november          | Bank of the West Classic         | Oakland-Alameda County Coliseum Arena    | Oakland         |
| 1993 | 1. - 7. november          | Bank of the West Classic         | Oakland-Alameda County Coliseum Arena    | Oakland         |
| 1994 | 31. oktober - 6. november | Bank of the West Classic         | Oakland-Alameda County Coliseum Arena    | Oakland         |
| 1995 | 30. oktober - 5. november | Bank of the West Classic         | Oakland-Alameda County Coliseum Arena    | Oakland         |
| 1996 | 4. - 10. november         | Bank of the West Classic         | Henry J Kaiser Arena                     | Oakland         |
| 1997 | 21. - 27. juli            | Bank of the West Classic         | Taube Tennis Center, Stanford University | Palo Alto       |
| 1998 | 27. juli - 2. august      | Bank of the West Classic         | Taube Tennis Center, Stanford University | Palo Alto       |
| 1999 | 26. juli - 1. august      | Bank of the West Classic         | Taube Tennis Center, Stanford University | Palo Alto       |
| 2000 | 24. - 30. juli            | Bank of the West Classic         | Taube Tennis Center, Stanford University | Palo Alto       |
| 2001 | 23. - 29. juli            | Bank of the West Classic         | Taube Tennis Center, Stanford University | Palo Alto       |
| 2002 | 22. - 28. juli            | Bank of the West Classic         | Taube Tennis Center, Stanford University | Palo Alto       |
| 2003 | 21. - 27. juli            | Bank of the West Classic         | Taube Tennis Center, Stanford University | Palo Alto       |
| 2004 | 12. - 18. juli            | Bank of the West Classic         | Taube Tennis Center, Stanford University | Palo Alto       |
| 2005 | 25. - 31. juli            | Bank of the West Classic         | Taube Tennis Center, Stanford University | Palo Alto       |
| 2006 | 24. - 30. juli            | Bank of the West Classic         | Taube Tennis Center, Stanford University | Palo Alto       |
| 2007 | 23. - 29. juli            | Bank of the West Classic         | Taube Tennis Center, Stanford University | Palo Alto       |
| 2008 | 12. - 20. juli            | Bank of the West Classic         | Taube Tennis Center, Stanford University | Palo Alto       |
| 2009 | 25. juli - 2. august      | Bank of the West Classic         | Taube Tennis Center, Stanford University | Palo Alto       |
| 2010 | 24. juli - 1. august      | Bank of the West Classic         | Taube Tennis Center, Stanford University | Palo Alto       |
| 2011 | 23. - 31. juli            | Bank of the West Classic         | Taube Tennis Center, Stanford University | Palo Alto       |
| 2012 | 9. - 15. juli             | Bank of the West Classic         | Taube Tennis Center, Stanford University | Palo Alto       |
| 2013 | 21. - 28. juli            | Bank of the West Classic         | Taube Tennis Center, Stanford University | Palo Alto       |
| 2014 | 26. juli - 3. august      | Bank of the West Classic         | Taube Tennis Center, Stanford University | Palo Alto       |
| 2015 | 1. - 9. august            | Bank of the West Classic         | Taube Tennis Center, Stanford University | Palo Alto       |
| 2016 | 18. - 24. juli            | Bank of the West Classic         | Taube Tennis Center, Stanford University | Palo Alto       |
| 2017 | 31. juli - 6. august      | Bank of the West Classic         | Taube Tennis Center, Stanford University | Palo Alto       |
| 2018 | 30. juli - 5. august      | Mubadala Silicon Valley Classic  | San José State University                | San Jose        |
| 2019 | 29. juli - 4. august      | Mubadala Silicon Valley Classic  | San José State University                | San Jose        |
| 2020 | Aflyst                    | Mubadala Silicon Valley Classic  | San José State University                | San Jose        |
| 2021 | 2. - 8. august            | Mubadala Silicon Valley Classic  | San José State University                | San Jose        |
| 2022 | 1. - 7. august            | Mubadala Silicon Valley Classic  | San José State University                | San Jose        |

## Finaler

### Single
| År   | Vinder                                         | Finalist                                       | Finaleresultat                                 | WTA-kategori |
| ---- | ---------------------------------------------- | ---------------------------------------------- | ---------------------------------------------- | ------------ |
| 1971 | Billie Jean King                               | Rosemary Casals                                | 6–3, 6–4                                       |              |
| 1972 | Billie Jean King (2)                           | Kerry Melville                                 | 7–6(5-0), 7–6(5-2)                             |              |
| 1973 | Margaret Court                                 | Kerry Melville                                 | 6–3, 6–3                                       |              |
| 1974 | Billie Jean King (3)                           | Chris Evert                                    | 7–6(5-2), 6–2                                  |              |
| 1975 | Chris Evert                                    | Billie Jean King                               | 6–1, 6–1                                       |              |
| 1976 | Chris Evert (2)                                | Evonne Goolagong Cawley                        | 7–5, 7–6(5-2)                                  |              |
| 1977 | Sue Barker                                     | Virginia Wade                                  | 6–3, 6–4                                       |              |
| 1978 | Ingen turnering                                | Ingen turnering                                | Ingen turnering                                |              |
| 1979 | Martina Navratilova (1)                        | Chris Evert                                    | 7–5, 7–5                                       |              |
| 1980 | Martina Navratilova (2)                        | Evonne Goolagong Cawley                        | 6–1, 7–6(4)                                    |              |
| 1981 | Andrea Jaeger                                  | Virginia Wade                                  | 6–3, 6–1                                       |              |
| 1982 | Andrea Jaeger (2)                              | Chris Evert                                    | 7–6(5), 6–4                                    |              |
| 1983 | Bettina Bunge                                  | Sylvia Hanika                                  | 6–3, 6–3                                       |              |
| 1984 | Hana Mandlíková                                | Martina Navratilova                            | 7–6(6), 3–6, 6–4                               |              |
| 1985 | Hana Mandlíková (2)                            | Chris Evert                                    | 6–2, 6–4                                       |              |
| 1986 | Chris Evert (3)                                | Kathy Jordan                                   | 6–2, 6–4                                       |              |
| 1987 | Zina Garrison                                  | Sylvia Hanika                                  | 7–5, 4–6, 6–3                                  |              |
| 1988 | Martina Navratilova (3)                        | Larisa Savtjenko                               | 6–1, 6–2                                       |              |
| 1989 | Zina Garrison (2)                              | Larisa Savtjenko                               | 6–1, 6–1                                       |              |
| 1990 | Monica Seles                                   | Martina Navratilova                            | 6–3, 7–6(5)                                    | WTA Tier II  |
| 1991 | Martina Navratilova (4)                        | Monica Seles                                   | 6–3, 3–6, 6–3                                  | WTA Tier II  |
| 1992 | Monica Seles (2)                               | Martina Navratilova                            | 6–3, 6–4                                       | WTA Tier II  |
| 1993 | Martina Navratilova (5)                        | Zina Garrison                                  | 6–2, 7–6(1)                                    | WTA Tier II  |
| 1994 | Arantxa Sánchez Vicario                        | Martina Navratilova                            | 1–6, 7–6(5), 7–6(5)                            | WTA Tier II  |
| 1995 | Magdalena Maleeva                              | Ai Sugiyama                                    | 6–3, 6–4                                       | WTA Tier II  |
| 1996 | Martina Hingis                                 | Monica Seles                                   | 6–2, 6–0                                       | WTA Tier II  |
| 1997 | Martina Hingis (2)                             | Conchita Martínez                              | 6–0, 6–2                                       | WTA Tier II  |
| 1998 | Lindsay Davenport                              | Venus Williams                                 | 6–4, 5–7, 6–4                                  | WTA Tier II  |
| 1999 | Lindsay Davenport (2)                          | Venus Williams                                 | 7–6(1), 6–2                                    | WTA Tier II  |
| 2000 | Venus Williams                                 | Lindsay Davenport                              | 6–1, 6–4                                       | WTA Tier II  |
| 2001 | Kim Clijsters                                  | Lindsay Davenport                              | 6–4, 6–7(5), 6–1                               | WTA Tier II  |
| 2002 | Venus Williams (2)                             | Kim Clijsters                                  | 6–3, 6–3                                       | WTA Tier II  |
| 2003 | Kim Clijsters (2)                              | Jennifer Capriati                              | 4–6, 6–4, 6–2                                  | WTA Tier II  |
| 2004 | Lindsay Davenport (3)                          | Venus Williams                                 | 7–6(4), 5–7, 7–6(4)                            | WTA Tier II  |
| 2005 | Kim Clijsters (3)                              | Venus Williams                                 | 7–5, 6–2                                       | WTA Tier II  |
| 2006 | Kim Clijsters (4)                              | Patty Schnyder                                 | 6–4, 6–2                                       | WTA Tier II  |
| 2007 | Anna Tjakvetadze                               | Sania Mirza                                    | 6–3, 6–2                                       | WTA Tier II  |
| 2008 | Aleksandra Wozniak                             | Marion Bartoli                                 | 7–5, 6–3                                       | WTA Tier II  |
| 2009 | Marion Bartoli                                 | Venus Williams                                 | 6–2, 5–7, 6–4                                  | WTA Premier  |
| 2010 | Viktorija Azarenka                             | Marija Sjarapova                               | 6–4, 6–1                                       | WTA Premier  |
| 2011 | Serena Williams                                | Marion Bartoli                                 | 7–5, 6–1                                       | WTA Premier  |
| 2012 | Serena Williams (2)                            | CoCo Vandeweghe                                | 7–5, 6–3                                       | WTA Premier  |
| 2013 | Dominika Cibulková                             | Agnieszka Radwańska                            | 3–6, 6–4, 6–4                                  | WTA Premier  |
| 2014 | Serena Williams (3)                            | Angelique Kerber                               | 7–6(1), 6–3                                    | WTA Premier  |
| 2015 | Angelique Kerber                               | Karolína Plíšková                              | 6–3, 5–7, 6–4                                  | WTA Premier  |
| 2016 | Johanna Konta                                  | Venus Williams                                 | 7–5, 5–7, 6–2                                  | WTA Premier  |
| 2017 | Madison Keys                                   | Coco Vandeweghe                                | 7–6(4), 6–4                                    | WTA Premier  |
| 2018 | Mihaela Buzărnescu                             | Maria Sakkari                                  | 6–1, 6–0                                       | WTA Premier  |
| 2019 | Zheng Saisai                                   | Aryna Sabalenka                                | 6–3, 7–6(3)                                    | WTA Premier  |
| 2020 | Ingen turnering på grund af COVID-19-pandemien | Ingen turnering på grund af COVID-19-pandemien | Ingen turnering på grund af COVID-19-pandemien | WTA Premier  |
| 2021 | Danielle Collins                               | Darja Kasatkina                                | 6–3, 6–7(10), 6–1                              | WTA 500      |
| 2022 | Darja Kasatkina                                | Shelby Rogers                                  | 6–7(2), 6–1, 6–2                               | WTA 500      |

### Double
| År   | Vindere                                        | Finalister                                     | Finaleresultat                                 | WTA-kategori |
| ---- | ---------------------------------------------- | ---------------------------------------------- | ---------------------------------------------- | ------------ |
| 1971 | Rosemary Casals Billie Jean King               | Françoise Dürr Ann Haydon-Jones                | 6–4, 6–7, 6–1                                  |              |
| 1972 | Rosemary Casals (2) Virginia Wade              | Françoise Dürr Judy Tegart Dalton              | 6–3, 5–7, 6–2                                  |              |
| 1973 | Margaret Court Lesley Hunt                     | Wendy Overton Valerie Ziegenfuss               | 6–1, 7–5                                       |              |
| 1974 | Chris Evert Billie Jean King (2)               | Françoise Dürr Betty Stöve                     | 6–4, 6–2                                       |              |
| 1975 | Chris Evert (2) Billie Jean King (3)           | Rosemary Casals Virginia Wade                  | 6–2, 7–5                                       |              |
| 1976 | Billie Jean King (4) Betty Stöve               | Rosemary Casals Françoise Dürr                 | 6–4, 6–1                                       |              |
| 1977 | Kerry Reid Greer Stevens                       | Sue Barker Ann Kiyomura                        | 6–3, 6–1                                       |              |
| 1978 | Ingen turnering                                | Ingen turnering                                | Ingen turnering                                |              |
| 1979 | Rosemary Casals (3) Chris Evert (3)            | Tracy Austin Betty Stöve                       | 3–6, 6–4, 6–3                                  |              |
| 1980 | Sue Barker Ann Kiyomura                        | Greer Stevens Virginia Wade                    | 6–0, 6–4                                       |              |
| 1981 | Rosemary Casals (4) Wendy Turnbull             | Martina Navratilova Virginia Wade              | 6–1, 6–4                                       |              |
| 1982 | Barbara Potter Sharon Walsh                    | Kathy Jordan Pam Shriver                       | 6–1, 3–6, 7–6(5)                               |              |
| 1983 | Claudia Kohde-Kilsch Eva Pfaff                 | Rosemary Casals Wendy Turnbull                 | 6–4, 4–6, 6–4                                  |              |
| 1984 | Martina Navratilova Pam Shriver                | Rosemary Casals Alycia Moulton                 | 6–2, 6–3                                       |              |
| 1985 | Hana Mandlíková Wendy Turnbull                 | Rosalyn Fairbank Candy Reynolds                | 4–6, 7–5, 6–1                                  |              |
| 1986 | Hana Mandlíková (2) Wendy Turnbull (3)         | Bonnie Gadusek Helena Suková                   | 7–6(5), 6–1                                    |              |
| 1987 | Hana Mandlíková (3) Wendy Turnbull (4)         | Zina Garrison Gabriela Sabatini                | 6–4, 7–6(4)                                    |              |
| 1988 | Rosemary Casals (5) Martina Navratilova (2)    | Hana Mandlíková Jana Novotná                   | 6–4, 6–4                                       |              |
| 1989 | Patty Fendick Jill Hetherington                | Larisa Savtjenko Natalija Zvereva              | 7–5, 3–6, 6–2                                  |              |
| 1990 | Meredith McGrath Anne Smith                    | Rosalyn Fairbank Robin White                   | 2–6, 6–0, 6–4                                  | WTA Tier II  |
| 1991 | Patty Fendick (2) Gigi Fernández               | Martina Navratilova Pam Shriver                | 6–4, 7–5                                       | WTA Tier II  |
| 1992 | Gigi Fernández (2) Natalija Zvereva            | Rosalyn Fairbank-Nideffer Gretchen Rush Magers | 3–6, 6–2, 6–4                                  | WTA Tier II  |
| 1993 | Patty Fendick (3) Meredith McGrath (2)         | Amanda Coetzer Inés Gorrochategui              | 6–2, 6–0                                       | WTA Tier II  |
| 1994 | Lindsay Davenport Arantxa Sánchez              | Gigi Fernández Martina Navratilova             | 7–5, 6–4                                       | WTA Tier II  |
| 1995 | Lori McNeil Helena Suková                      | Katrina Adams Zina Garrison Jackson            | 3–6, 6–4, 6–3                                  | WTA Tier II  |
| 1996 | Lindsay Davenport (2) Mary Joe Fernández       | Irina Spîrlea Nathalie Tauziat                 | 6–1, 6–3                                       | WTA Tier II  |
| 1997 | Lindsay Davenport (3) Martina Hingis           | Conchita Martínez Patricia Tarabini            | 6–1, 6–3                                       | WTA Tier II  |
| 1998 | Lindsay Davenport (4) Natasja Zvereva (2)      | Larisa Savtjenko-Neiland jelena Tatarkova      | 6–4, 6–4                                       | WTA Tier II  |
| 1999 | Lindsay Davenport (5) Corina Morariu           | Anna Kurnikova Jelena Likhovtseva              | 6–4, 6–4                                       | WTA Tier II  |
| 2000 | Chanda Rubin Sandrine Testud                   | Cara Black Amy Frazier                         | 6–4, 6–4                                       | WTA Tier II  |
| 2001 | Janet Lee Wynne Prakusya                       | Nicole Arendt Caroline Vis                     | 3–6, 6–3, 6–3                                  | WTA Tier II  |
| 2002 | Lisa Raymond Rennae Stubbs                     | Janette Husárová Conchita Martínez             | 6–1, 6–1                                       | WTA Tier II  |
| 2003 | Cara Black Lisa Raymond (2)                    | Cho Yoon-Jeong Francesca Schiavone             | 7–6(5), 6–1                                    | WTA Tier II  |
| 2004 | Eleni Daniilidou Nicole Pratt                  | Iveta Benešová Claudine Schaul                 | 6–2, 6–4                                       | WTA Tier II  |
| 2005 | Cara Black (2) Rennae Stubbs (2)               | Jelena Likhovtseva Vera Zvonarjova             | 6–3, 7–5                                       | WTA Tier II  |
| 2006 | Anna-Lena Grönefeld Shahar Pe'er               | Maria Elena Camerin Gisela Dulko               | 6–1, 6–4                                       | WTA Tier II  |
| 2007 | Sania Mirza Shahar Pe'er (2)                   | Viktorija Azarenka Anna Tjakvetadze            | 6–4, 7–6(5)                                    | WTA Tier II  |
| 2008 | Cara Black (3) Liezel Huber                    | Jelena Vesnina Vera Zvonarjova                 | 6–4, 6–3                                       | WTA Tier II  |
| 2009 | Serena Williams Venus Williams                 | Chan Yung-Jan Monica Niculescu                 | 6–4, 6–1                                       | WTA Premier  |
| 2010 | Lindsay Davenport (6) Liezel Huber (2)         | Chan Yung-Jan Zheng Jie                        | 7–5, 6–7(8), 10–8                              | WTA Premier  |
| 2011 | Viktorija Azarenka Marija Kirilenko            | Liezel Huber Lisa Raymond                      | 6–1, 6–3                                       | WTA Premier  |
| 2012 | Marina Erakovic Heather Watson                 | Jarmila Gajdošová Vania King                   | 7–5, 7–6(7)                                    | WTA Premier  |
| 2013 | Raquel Kops-Jones Abigail Spears               | Julia Görges Darija Jurak                      | 6–2, 7–6(4)                                    | WTA Premier  |
| 2014 | Garbiñe Muguruza Carla Suárez Navarro          | Paula Kania Kateřina Siniaková                 | 6–2, 4–6, [10–5]                               | WTA Premier  |
| 2015 | Xu Yifan Zheng Saisai                          | Anabel Medina Garrigues Arantxa Parra Santonja | 6–1, 6–3                                       | WTA Premier  |
| 2016 | Raquel Atawo (2) Abigail Spears (2)            | Darija Jurak Anastasia Rodionova               | 6–3, 6–4                                       | WTA Premier  |
| 2017 | Abigail Spears (3) Coco Vandeweghe             | Alizé Cornet Alicja Rosolska                   | 6–2, 6–3                                       | WTA Premier  |
| 2018 | Latisha Chan Květa Peschke                     | Ljudmyla Kitjenok Nadiia Kitjenok              | 6–4, 6–1                                       | WTA Premier  |
| 2019 | Nicole Melichar Květa Peschke (2)              | Shuko Aoyama Ena Shibahara                     | 6–4, 6–4                                       | WTA Premier  |
| 2020 | Ingen turnering på grund af COVID-19-pandemien | Ingen turnering på grund af COVID-19-pandemien | Ingen turnering på grund af COVID-19-pandemien | WTA Premier  |
| 2021 | Darija Jurak Andreja Klepač                    | Gabriela Dabrowski Luisa Stefani               | 6–1, 7–5                                       | WTA 500      |
| 2022 | Xu Yifan (2) Yang Zhaoxuan                     | Shuko Aoyama Chan Hao-Ching                    | 7–5, 6–0                                       | WTA 500      |